# 九鬼周造
九鬼 周造（くき しゅうぞう、1888年2月15日 - 1941年5月6日）は、日本の哲学者。京都帝国大学教授。文学博士。

## 経歴
出生から修学期
1888年、東京府東京市で生まれた。父は文部官僚で男爵の九鬼隆一。祖先は九鬼水軍を率いた戦国武将の九鬼嘉隆。
1904年に東京高等師範学校附属中学校（現：筑波大学附属中学校・高等学校）を卒業。第一高等学校独法科に進むも、文科に転じた。東京帝国大学文科大学に進学し、哲学科ではラファエル・フォン・ケーベルに師事した。卒業後は、同大学大学院に進学。
欧州留学
大学院中退後、妻・九鬼縫子とともに1921年よりヨーロッパ諸国へ足かけ8年間留学。初めドイツに渡り、新カント派のハインリヒ・リッケルトに師事するが、それでは満たされず、のちフランスに渡り、アンリ・ベルクソンと面識を得るなどし、その哲学の強い影響を受けた。それと同時に、遊興にも走った。パリ時代には、フランス語の個人教師として、まだ学生だったジャン・ポール・サルトルを雇っていた。その後再びドイツに留学すると、今度はマルティン・ハイデッガーなどから、現象学を学んだ。九鬼は三木清や和辻哲郎などとともに日本でハイデッガーの哲学を受容した最初の世代に当たり、「実存」といった哲学用語の訳語の定着をはじめとして、日本におけるハイデッガー受容において果たした役割は少なからぬものがあるといえる。また、ハイデッガーの方も九鬼を高く評価している。
1928年、パリで"Propos sur le temps : deux communications faites à Pontigny pendant la décade 8-18 août 1928"(『時間論』)を発表。『時間論』は処女作で、1921年から1928年の欧州遊学の集大成であり、パリの出版社で単行本を刊行したものである。
京都帝国大学時代
1929年に帰国し、京都帝国大学講師に就いた。以降1941年に没するまで、京都帝国大学文学部哲学科で、デカルト、ベルクソンをはじめとするフランス哲学や近世哲学史、現象学を中心とした当時の現代哲学などを講じた。1932年、博士論文『偶然性』を京都帝国大学に提出して文学博士の学位を取得。1933年に助教授昇格。1935年に教授に昇格し、西洋近世哲学史講座の教授となった。
ヨーロッパの長期滞在の中でかえって日本の美と文化に惹かれていく自分に気づいていった九鬼は、パリでのちに『「いき」の構造』として発行される草稿を完成（1926年）。帰国後、その草稿を手直しし、ハイデッガーから受け、育んだ洞察を活かして、「いきとは、垢抜けして、張のある、色っぽさ」の言葉のあるとする『「いき」の構造』（1930年）を発表した。これは、日本の江戸時代の遊廓における美意識である「いき」（粋）を、現象学という西洋の哲学の手法で把握しようと試みた論文で、これを考察の対象にしたということだけで当時は驚きをもって迎えられた。
1941年に腹膜炎で死去。墓所は京都の法然院で、谷崎潤一郎や内藤湖南らとともに眠っている。墓石の揮毫は同僚の西田幾多郎によるもので、側面には西田が翻訳も行ったゲーテの「さすらい人の夜の歌」 (Wandrers Nachtlied) の一節が刻まれている。

## 研究内容・業績

### 哲学
実存哲学の新展開を試み、日本固有の精神構造あるいは美意識を分析した。日本文化を分析した著書『「いき」の構造』（1930年）で知られる。ほかに、『偶然性の問題』（1935年）『人間と実存』など。宮野の思想家紹介においては、『人間と実存』収録の「哲学私見」が九鬼哲学の入門書として推薦されている。
評価
日本哲学研究者の宮野真生子（1977年 - 2019年）執筆の「思想家紹介」（2003年）において、九鬼の哲学は「二元性」という言葉によって説明されている。

### 指導学生
主な弟子に、日本で最初に医学を主題に哲学講座「医学概論」を開いた澤瀉久敬（大阪大学名誉教授などを歴任）がおり、澤瀉は九鬼全集編集委員（他の編集委員には天野貞祐ら）でもあった。
九鬼周造文庫
九鬼の遺稿と蔵書は親友の天野貞祐（旧制甲南高等学校校長）に託され、現在は甲南大学図書館に「九鬼周造文庫」として収められている。
なお、2021年には全集に未収録の九鬼の自筆書簡草稿や九鬼宛の書簡が発見されたと報じられた。

## 逸話
- 九鬼は留学中、フランスで若きサルトルから個人的にフランス語の練習を兼ねてフランス哲学について歓談したという逸話がある。一方でサルトルの方も、この時九鬼から現象学などの哲学についての影響を受けたのではないか、という説がある。
- 九鬼は嫂（亡くなった次兄・九鬼一造の妻）の縫子（中橋徳五郎の長女）と30歳の時に結婚するも、この結婚は破綻した。2度目に結婚した相手は祇園の芸妓であった。これには彼の生い立ちや独特の美意識が影響していたのではないかと思われるが、周囲では「九鬼先生が講義にたびたび遅刻してくるのは、毎朝祇園から人力車で帝大に乗り付けてこられるからだ」という噂がまことしやかに話されていたとのことである。

## 家族・親族
九鬼家の祖先は九鬼水軍を率いた戦国武将の九鬼嘉隆。
- 父：九鬼隆一（1852年 - 1931年）は男爵。明治を代表する文部官僚。
- 母：九鬼波津子（1860年 - 1931年）は元芸妓。岡倉天心との不倫で騒がれた。母の九鬼波津子は、周造を妊娠中に岡倉天心と恋におち(岡倉は隆一の部下であった)、隆一と別居し、のち離縁[12]。生みの父・隆一、精神上の父・岡倉、そして喪われた母という、この3人のはざまで幼少期・青年期の周造は成長していくこととなり、それは後の精神形成にも大きな影響を与えることとなったと考えられる。九鬼は子供の頃、訪ねてくる岡倉を父親と考えたこともあったと記している。
- 妻：九鬼縫子（1895年生）は周造の亡兄・一造の元妻。中橋徳五郎の娘、中橋武一の妹。一造との間に2児あり。1918年に周造と再婚して1921年に周造とともに渡欧、1926年に単身帰国。1931年に長男に反対されたことを理由に周造に離婚を申し出る。兵庫県三田市の九鬼家の菩提寺心月院の墓所には一造の妻として葬られている。[2][13]

## 著作

### 単著
- "Propos sur le temps : deux communications faites à Pontigny pendant la décade 8-18 août 1928"Philippe Renouard 1928
  - 邦文版『時間論 他二篇』小浜善信編・注解、岩波文庫 2016[14][15]

- 『「いき」の構造』岩波書店 1930
  - 文庫化 『「いき」の構造 他二篇』岩波文庫[16]
  - ワイド版
  - 伊語版 "La struttura dell'iki" Adelphi 1992
  - 『対訳 「いき」の構造』奈良博訳・全注釈、講談社インターナショナル 2008
  - 中文版『「粹」的構造』黄錦容訳註、聯経出版 2009
  - 改題文庫化 『いきの構造』藤田正勝全注釈、講談社学術文庫 2003
- 『日本詩の押韻』(岩波講座 日本文學) 岩波書店 1931
- 『偶然性の問題』岩波書店 1935
  - 文庫化 小浜善信注解・解説、岩波文庫 2012
- 『人間と実存』岩波書店 1939
  - 文庫化 藤田正勝注解･解説、岩波文庫 2016
- 『文藝論』岩波書店 1941[17]
- 『遠里丹婦麗天』岩波書店 1941[18]
- 『巴里心景』甲鳥書林 1942
- 『西洋近世哲学史稿』岩波書店 1944
- 『現代フランス哲学講義』岩波書店 1957
- 『九鬼周造随筆集』菅野昭正編・解説、岩波文庫 1991
- 『九鬼周造エッセンス』田中久文編・解説、こぶし書房 2001
- 『偶然性の問題 文藝論』坂部恵編、燈影舎(京都哲学撰書) 2000
- 『エッセイ・文学概論』大橋良介編、燈影舎(京都哲学撰書) 2003

### 著作集
- 『九鬼周造全集』（全11巻＋別巻 資料・年譜）岩波書店、1981-1982
  - 新刊 1990-1991
  - 再版 2011-2012
- 『偶然と驚きの哲学：九鬼哲学入門文選』書肆心水 2007
  - 増補新版 2011年
- 『九鬼周造』(近代日本思想選) 田中久文編、ちくま学芸文庫 2020

## 九鬼周造に関する著作
- 安田武・多田道太郎1979『「いき」の構造』を読む』朝日選書(ちくま学芸文庫 2015)
- 野田又夫1980「九鬼先生の哲学」『思想』1980年2月号、岩波書店
- 坂部恵1990『不在の歌：九鬼周造の世界』TBSブリタニカ
- カール・レーヴィット1990『ナチズムと私の生活：仙台からの告発』法政大学出版局
- 田中久文1992『九鬼周造：偶然と自然』ぺりかん社 (新版 2001)
  - 改題文庫化『九鬼周造』講談社学術文庫 2022
- 大東俊一1996『九鬼周造と日本文化論』梓出版社
- 坂部恵・藤田正勝・鷲田清一編2002『九鬼周造の世界』ミネルヴァ書房
- 北康利2003『男爵 九鬼隆一』神戸新聞総合出版センター
  - 増補改題『九鬼と天心：明治のドン・ジュアンたち』PHP研究所 2008
- 村上嘉隆2006『九鬼周造 偶然性の哲学』教育報道社
- 小浜善信2006『九鬼周造の哲学 漂泊の魂』昭和堂
- 大久保喬樹編・解説2011『九鬼周造「いきの構造」』角川ソフィア文庫
- 古川雄嗣2015『偶然と運命：九鬼周造の倫理学』ナカニシヤ出版
- 藤田正勝2016『九鬼周造：理知と情熱のはざまに立つ〈ことば〉の哲学』講談社選書メチエ
- [総特集・九鬼周造]『現代思想』2017年1月　臨時増刊号（第四四巻・第二三号） 青土社 2016年12月
- [特集 九鬼周造]『理想』第698号 理想社 2017年3月